# (10196) Akiraarai
(10196) 1996 TJ15 est un objet de la ceinture principale d'astéroïdes extérieure découvert en 1996.

## Description
(10196) 1996 TJ15 a été découvert le 9 octobre 1996 à Kushiro (Japon) par Seiji Ueda et Hiroshi Kaneda.

### Caractéristiques orbitales
L'orbite de cet astéroïde est caractérisée par un demi-grand axe de 3,20 ua, un périhélie de 2,76 ua, une excentricité de 0,14 et une inclinaison de 2,23° par rapport à l'écliptique. Du fait de ces caractéristiques, à savoir un demi-grand axe entre 3,2 et 4,6 ua, il est classé, selon la JPL Small-Body Database, comme objet de la ceinture principale d'astéroïdes extérieure.

### Caractéristiques physiques
(10196) 1996 TJ15 a une magnitude absolue (H) de 13,3 et un albédo estimé à 0,102.